# Анкірська митрополія
Анкірська митрополія (гр. Μητρόπολη Αγκύρας) — православна митрополія Константинопольської православної церкви на території Туреччини у центральній частині Малої Азії у регіоні навколо столиці країни Анкари. Після обміну населенням між Грецією і Туреччиною у 1924 році на території митрополії не лишилося православних, тож вона стала просто титулярною кафедрою. Православні богослужіння на цій території стали проводитися лише у 21 столітті — спершу у храмі при посольстві Греції, а згодом також була відкрита парафія в Анкарі, якій було дозволено користуватися приміщенням місцевого римо-католицького храму. У 2018 році були зроблені кроки з відновлення митрополії, зокрема призначено на вакантну з 1930-тих років Анкірську кафедру митрополита Єремію (Калійоргіса) та організовано регулярні православні богослужіння в Анкарі.

## Територія
Історично Анкірська митрополія межувала на півночі з Пруською митрополією, Нікейською митрополією (Тівазіон) та Неокесарійською митрополією (Гангра), на сході з Кесарійською митрополією, на півдні з Іконійською митрополією і Філадельфійською митрополією, на заході з Філадельфійською, Пруською та Нікейською (Тівазіон) митрополією.
Важливими містами були: Анкіра (Анкара), Дорілайон (Ескішехір), Котіайон (Кютаг'я), Анастасіополіс (Бейпазарі), Юліополіс (Налліхан), Юстиніанополіс (Сівріхісар), Ґордіон (Полатлі), Калумні (Кубук), Мізос (Аяш), Коптолофос (Кириккале).

## Історія
Місто Анкара (Анкіра), що розташоване за 330 кілометрів на північ від Нікомідії, було засноване фригійцями у 10 столітті до Р.Х. Воно стало частиною Римської імперії у 25 році до Р.Х., потім окуповане сельджуцькими турками близько 1075 року, ненадовго поверталося під контроль римлян у 1101, 1106 та 1134 роках і, зрештою, остаточно завойоване османськими турками у 1356 році. Місто було повністю зруйноване Тамерланом у 1402 році.
Анкірська митрополія була заснована 325 року. Первісно вона підпорядковувалася митрополії Кесарії, але в 451 році перейшла в пряме підпорядкування Константинопольського Патріархату. У 7 столітті до неї входило сім єпархій, а в 11 столітті їхня кількість зменшилася до шести. Після сельджуцької окупації митрополія занепала і в 13 столітті вже не лишалося жодної єпархії.
Східна частина митрополії була захоплена грецькими військами у 1921 році: 7 липня 1921 було зайнято Котіайон, а 6 липня 1921 — Дорілайон. Після поразки у серпні 1922 року грецькі сили залишили територію, а всі православні цієї частини митрополії були евакуйовані в Грецію або вбиті під час наступу турецької армії. Православне населення з решти території митрополії було насильно переселене в Грецію у 1923 році під час обміну населенням між Грецією і Туреччиною. Після цього на території митрополії православних не лишилося.
Знову з’явилися православні тут лише завдяки емігрантам кінця 20 і початку 21 століття. В Анкарі було відкрито спершу храм у посольстві Греції, а згодом і в самому місті стала діяти загальнодоступна парафія, приміщення для богослужінь якій було надано в римо-католицькому храмі святої Терези.
У грудні 2018 року Російська православна церква заявила, що будуватиме власний православний храм на території посольства Росії в Анкарі, чим викликала дуже негативну реакцію Константинопольської православної церкви.

## Ієрархія
- Святий Феодор
- Святий Климент Анкірський (бл. 312)
- Панкратій
- Маркел (314–335), усунений через єресь
- Василій (336–348)
- Маркел  (348–350, відновлений
- Василій (350–360), вигнаний за його напіваріанські погляди
- Афанасій (360–373)
- Анонім (бл. 381), аріанець
- Арабіан (бл. 394–400)
- Леонтій (404)
- Феодот (бл. 431), несторіанець
- Євсевій (до 446 – після 451)
- Анастаній (458)
- Доротей I (страчений 513)
- Елпідій (536)
- Доміціан (537)
- Доротей II (550)
- Фронтій (562)
- Павел (бл. 582–595)
- Платон (680)
- Стефан I (692)
- Василій II (787)
- Феодул (869/870)
- Даниїл I (879/880)
- Феофілакт (892)
- Ґабріель (бл. 907–912)
- Йоан (997)
- Михаїл I (1032)
- Миколай (бл. 1037)
- Михаїл II (1043–1058)
- Анонім (1067)
- Нікет (1082 або 1102)
- Анонім (бл. 1140–1151)
- Стефан II (1156)
- Христофор (1232)
- Грегорій (1260)
- Вавилій (1320)
- Анонім (1399)
- Макарій (поч. 15 століття)
- Костянтин (бл. 1450)
- Макарій (1460)
- Митрополит Севастійський як locum tenens (1465)
- Германій
- Митрополит Коринфський як locum tenens (до 1517)
- Герасим (1561)
- Матфей (1590)
- Савватій (1596)
- Парфеній (1602–1631)
- Арсеній
- Григорій (можливо)
- Лавреній (1636–1655)
- Германій (1655–1665)
- Герасим II (1668)
- Серафим (з 1670)
- Афанасій (1679)
- Йоахим (1698)
- Макарій II (бл. 1710)
- Мелетій (бл. 1713)
- Неофіт (1721)
- Климент, митрополит Іоннійський, як locum tenens (1732)
- Йоанникій (1740)
- Анфим (1765)
- Серафим Пісідійський (1774 – бл. 1780)
- Матфей II (1783)
- Макарій (1788), можливо
- Йоанникій II (1793–1811)
- Софроній (1811–1814)
- Мефодій (1814–1823)
- Кирил (1823)
- Агафангел (1823–1826)
- Герасим III Домнін (1832)
- Софроній II (1835)
- Макарій III (1836)
- Кирил II (1836)
- Никифор (1838)
- Ієрофей (1845)
- Мелетій II (1852)
- Йоанникій III (1860)
- Герасим IV (1868)
- Хризанф (1872–1877)
- Миколай (Сакопулос) (1899–1902)
- Софроній (Ністопулос) (1902)
- Гервасій (Сарасітіс) (1910–1922)
- Костянтин (1922–1934)
- Єремія (Калійоргіс) (2018–2025)

## Храми
На території Анкірської митрополії наразі діють два храми, де періодично звершуються богослужіння. Також іноді богослужіння проводять на території посольств православних країн.
1. Домовий храм на честь святителя Климента Анкірського у посольстві Греції в Анкарі; настоятель — архімандрит Віссаріон (Комзіас).
2. Православна парафія в Анкарі, що діє у римо-католицькому храмі святої Терези з Лізьє в районі Улус на вулиці Братів; настоятель — архімандрит Віссаріон (Комзіас).